# Nielsville (Minnesota)
Nielsville es una ciudad ubicada en el condado de Polk en el estado estadounidense de Minnesota. En el Censo de 2010 tenía una población de 90 habitantes y una densidad poblacional de 95,99 personas por km².

## Geografía
Nielsville se encuentra ubicada en las coordenadas 47°31′42″N 96°49′3″O / 47.52833, -96.81750. Según la Oficina del Censo de los Estados Unidos, Nielsville tiene una superficie total de 0.94 km², de la cual 0.94 km² corresponden a tierra firme y (0%) 0 km² es agua.

## Demografía
Según el censo de 2010, había 90 personas residiendo en Nielsville. La densidad de población era de 95,99 hab./km². De los 90 habitantes, Nielsville estaba compuesto por el 93.33% blancos, el 0% eran afroamericanos, el 0% eran amerindios, el 0% eran asiáticos, el 0% eran isleños del Pacífico, el 5.56% eran de otras razas y el 1.11% pertenecían a dos o más razas. Del total de la población el 23.33% eran hispanos o latinos de cualquier raza.